# Birkenhof (Bad Berneck im Fichtelgebirge)
Birkenhof ist ein Gemeindeteil der Stadt Bad Berneck im Fichtelgebirge im Landkreis Bayreuth (Oberfranken, Bayern). Birkenhof liegt in der Gemarkung Nenntmannsreuth.

## Geografie
Der Weiler liegt auf freier Flur. Im Westen fließt der Zittentalbach, ein linker Zufluss der Kronach, vorbei. Eine Gemeindeverbindungsstraße führt nach Nenntmannsreuth (0,4 km westlich) bzw. nach Falkenhaus (0,3 km nordöstlich).

## Geschichte
Birkenhof gehörte im 18. Jahrhundert zur Realgemeinde Nenntmannsreuth.
Von 1797 bis 1810 unterstand Birkenhof dem Justiz- und Kammeramt Gefrees. Infolge des Ersten Gemeindeedikts wurde Birkenhof dem 1812 gebildeten Steuerdistrikt Himmelkron und der zugleich gebildeten Ruralgemeinde Nenntmannsreuth zugewiesen. Mit dem Zweiten Gemeindeedikt (1818) wurden die Gemeinde nach Neudorf eingegliedert. Im Zuge der Gebietsreform in Bayern wurde Birkenhof am 1. April 1972 in Bad Berneck im Fichtelgebirge eingegliedert.

### Einwohnerentwicklung
| Jahr      | 001818 | 001861 | 001871 | 001885 | 001900 | 001925 | 001950 | 001961 | 001970 | 001987 |
| Einwohner | *      | 31     | 9      | 16     | 19     | 17     | 20     | 22     | 14     | 14     |
| Häuser    | *      |        |        | 3      | 3      | 3      | 3      | 3      |        | 3      |
| Quelle    | [ 6 ]  | [ 9 ]  | [ 10 ] | [ 11 ] | [ 12 ] | [ 13 ] | [ 14 ] | [ 15 ] | [ 16 ] | [ 1 ]  |

## Religion
Birkenhof ist evangelisch-lutherisch geprägt und nach St. Walburga (Benk) gepfarrt.